# Volodarsky (huyện của Nizhny Novgorod)
Huyện Volodarsky (tiếng Nga: ? райо́н) là một huyện hành chính tự quản (raion), của Tỉnh Nizhny Novgorod, Nga. Huyện có diện tích 1066 kilômét vuông, dân số thời điểm ngày 1 tháng 1 năm 2000 là 60100 người. Trung tâm của huyện đóng ở Volodarsk.